# Monitor: Always on Sunday
Monitor: Always on Sunday è un documentario del 1965 diretto da Ken Russell e basato sulla vita del pittore francese Henri Rousseau.